# Walter Stewart Owen
Walter Stewart Owen, OC, QC (* 26. Januar 1904 in Atlin, British Columbia; † 13. Januar 1981 in Vancouver) war ein kanadischer Rechtsanwalt und Manager. Von 1973 bis 1978 war er Vizegouverneur der Provinz British Columbia.

## Biografie
Der Sohn eines Polizisten war 1924 der erste Vorsitzende des Jugendparlaments von British Columbia. Owen studierte Recht an der University of British Columbia, erhielt 1928 die Zulassung als Rechtsanwalt und eröffnete in Vancouver eine Kanzlei. 1933 wurde er zu Kanadas damals jüngstem Kronanwalt ernannt. 1942 verließ er den Staatsdienst wieder und baute sein Unternehmen Owen Bird zu einer der renommiertesten Kanzleien für Unternehmensrecht auf. Ab 1958 präsidierte er die Canadian Bar Association, die Vereinigung der kanadischen Anwaltskammern.
1956 erwarb Owen zusammen mit seinem Geschäftspartner Frank Griffiths die Radiostation CKNW in New Westminster und war Mitbegründer der Western International Communications Ltd. Generalgouverneur Roland Michener vereidigte ihn am 19. März 1973 als Vizegouverneur von British Columbia. Dieses repräsentative Amt übte Owen bis zum 18. Mai 1978 aus. Sein Sohn Philip Owen war von 1993 bis 2002 Bürgermeister von Vancouver.